# Amnioter
Amnioter (Amniota) är en grupp inom ryggradsdjurens överklass Tetrapoda. Den inkluderar kräldjur, fåglar och däggdjur, det vill säga alla klasser utom groddjuren och de tre fiskklasserna (käklösa fiskar, benfiskar och broskfiskar).
Amnioter är en kladistisk term, det vill säga den representerar en monofyletisk grupp. Namnet syftar på förekomsten av ett extraembryonalt membran, kallat amnion (den innersta av fosterhinnorna). Denna är en särskiljande egenskap (synapomorfi) för denna grupp.
Allantois är en struktur som förekommer hos embryon av amnioter. Allantois är en utvidgning av den bakre embryonala tarmen som sträcker sig utanför själva embryot. Strukturen har funktioner relaterade till exkretion och ibland respiration.